# 九澳水庫郊野公園
九澳水庫郊野公園（ 葡萄牙語：Parque de Merendas da Barragem de Ká-Hó）是澳門第四個設立的郊野公園，也是第二個以水庫為核心的郊野公園，現時公園由市政署所管理。
九澳水庫郊野公園於2019年9月起暫停開放至今，但九澳水庫環湖徑於2022年10月已重新開放。

## 歷史
據明朝《香山縣志·嘉靖本》：「九澳山，其民皆島夷」。由此觀之，在澳門開埠前，已有做生意的外國人居住。而九澳村聚居了祖籍源自廣東省梅縣的客家人，具有獨特的客家文化。九澳村原為村民農耕的小谷地，現被規劃為淡水濕地生態區。

## 地理位置
九澳水庫郊野公園位於澳門路環島東北面，佔地總面積約81.8公頃。九澳水庫郊野公園以九澳水庫為中心。

## 設施

### 九澳水庫
水庫於1976年建成，其庫容量可達450000立方米，水庫的功能原是為九澳村居民提供飲用水，後來由於自來水普及，水庫的水只作發電廠冷卻之用。

### 九澳淡水濕地生態區

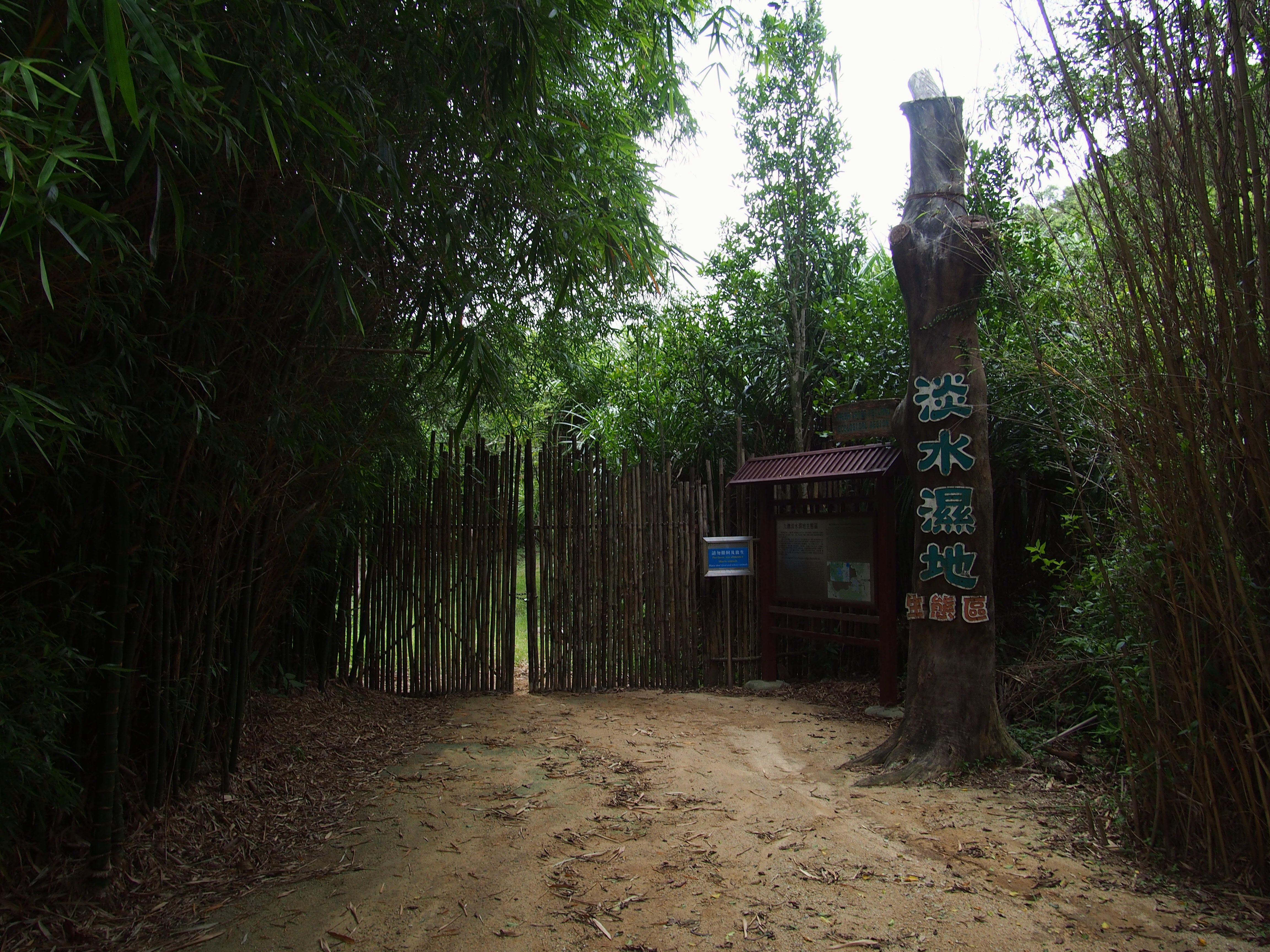
九澳淡水濕地生態區

九澳淡水濕地為澳門首個淡水濕地生態區，淡水濕地生態區原址為九澳村的農耕場所。現生態區提供保存及保護物種的作用，運用山谷溪水和山林生態增加生物多樣性和平衡自然生態。

### 九澳水庫環湖徑
位於路環東北面，全長1150米，於2003年澳門綠化週期間啟用，該徑是環繞九澳水庫的步行徑。入口設於九澳堤壩馬路往青年挑戰者中心的半山腰上，要進入環湖徑，就得從九澳水庫郊野公園右側的馬路，走上一個十分陡峭的斜坡才可到水壩頂，而水壩頂就是九澳水庫環湖徑的第一道風景線，壩頂的中央是欣賞水庫和環湖徑風景的最佳位置。

### 東北步行徑
因其位處路環東北面而得名，是路環東北步行徑系統組成的一部份，與之並列的還有高爾夫球徑和相思林徑，均屬於路環東北步行徑系統的支徑。雖然東北步行徑隸屬於路環東北步行徑系統，但其實東北步行徑比東北步行徑系統還要來得早。早在1986年3月，前農林廳就已經開闢東北步行徑，當時全長為3084米，到了1992年9月，前海島市政廳才把東北步行徑重新設計成一個步行徑系統，並於1993年3月澳門綠化週期間開始正式對外開放。現時東北步行徑全長2680米，在九澳高項馬路有4個出入口，把整條步行徑劃分為兩個獨立的部份：一部份環繞山林，貫通相思林徑及高爾夫球徑，因路程較長且沿途地理環境變化大，行人可觀察到迎風面與背風面的明顯植被差異；另一部份是沿九澳高頂馬路走向，山徑處於較低海拔高度的山腳位置，路面平緩且鳥類及植物種類豐富甚具觀賞性。
- 高爾夫球徑

位於路環東北面，全長只有800米，由於高爾夫球徑環繞山丘，地處高位，因此擁覽獨有的景觀：以山丘為中心，周圍360度的景色都可謂一覽無遺。高爾夫球徑所處的山丘東面臨近九澳水庫郊野公園，可由公園內的小山徑進入東北步行徑系統，小山徑是由石階梯一級一級直接通向山腰的高爾夫球徑入口，有一定的傾斜度，要完成這段路還是要消耗一定體力的。
- 相恩林徑

相思林徑全長810米，整條林徑呈單吊環形，分為吊環及率引兩部份路段，吊環部份路段是環繞合石嶺100米高處位置的林徑，而牽引部份即由東北步行徑連接吊環的路段。

### 其他設施
- 九澳水庫野外訓練營
- 我等你廣場
- 燒烤區、野餐區
- 野營區

## 水庫擴容
為加強澳門的城市供水未來發展可以持續，完善供水系統及提高澳門淡水資源的儲備能力，建設發展辦公室開始為九澳水庫擴容及輸水管道鋪設兩項建造工程，當中包括重建九澳水庫的水壩、改建環湖徑及擴大水庫容量等主要工作，完成後水庫總容量將由原約34萬立方米增至約74萬立方米。市政署轄下的九澳水庫郊野公園，包括環湖徑、戶外體驗營及淡水濕地等的設施，於2019年9月17日起停止對外開放，直至工程完成。

## 交通

### 公共交通
C695 九澳水庫郊野公園-1（Parque de M. da Barragem de Ká-Hó -1）
路線：15、21A
C696 九澳水庫郊野公園-2（Parque de M. da Barragem de Ká-Hó -2）
路線：21A

## 站外連結
- 澳門自然網：九澳水庫郊野公園